# ザ・トキオ
ザ・トキオは、1989年に平和が開発、発売した『東京タワー』をモチーフとした羽根モノパチンコ機。大当たり時は9玉まで貯蓄するため、当時の羽根モノとしては出玉の多さが人気となった。後継機の『ニュートキオ』、『ニューヨーカー』も本項で述べる。

## 特徴
- 通常時は役物の東京タワー（のような建物）が回転しており、Vゾーンを向いて停止するのが一瞬のため大当たりしにくい。そのかわり、ひとたび大当たりすれば役物内に9玉まで貯蓄されるため、完走すれば多くの出玉を得ることが出来た。
- 当時の『パチンコ必勝ガイド』に読者投稿の攻略法として通称「タワーストップ打法」が掲載された。しかしこの攻略法を投稿した読者は当時高校生だったため物議をかもした。結果、『ガイド』ではオリジナル攻略法の賞金という形をとりやめ、本人の高校卒業後に3万円を奨学金としてだした。
- 兄弟機種に『ニュートキオ』、『ニューヨーカー』がある。『ニュートキオ』では大当たり中の貯蓄カウントが7玉まで引き下げられ、「タワーストップ打法」は対策されている。

## スペック/シリーズ機
- 『ザ・トキオ』（1989年） - 上記の「タワーストップ打法」への対策が施された『ザ・トキオB』も存在する。
賞球数 13 8R・8C[注釈 1]
- 『ニュートキオ』（1991年）
賞球数 8&15 15R・8C
- 『ニューヨーカー』（1992年） - タワー役物を自由の女神像に変更したシリーズ物。貯留玉解除からV入賞の間にチャッカーに玉が入賞すれば、再度1ラウンド目から大当たりが始まるようになっている。反面1回開放時の開放時間が約0.2秒と極端に短い。
賞球数 7&15 15R・10C
- 『CRA TOKIO DELUXE』（2012年7月） - この機種からHEIWAグループのアムテックス製となった。タワー役物を巨大な東京スカイツリー風に変更したシリーズ物。サブ役物として「ミニタワー」があり、ここをうまく通過すればV入賞期待度の高い「スペシャルルート」に移行する。Vゾーンを通過した球はリフトで役物中段または最上部まで移動し、各ステージでラウンド数を振り分ける。
  - 賞球数 5&10 3or7or16R[注釈 2]・9C（CRAトキオ・デラックスB）
  - 賞球数 7&8 3or7or16R[注釈 2]・9C（CRAトキオ・デラックスDS、ダイナム専用スペック）
- 『CRA TOKIO PREMIUM』（2015年11月）- タワー役物のデザインが逆転し、さらに『ニューヨーカー』で登場した自由の女神像が、スペシャルルートに移行しやすい「女神ルート」として復活。Vゾーン通過時、回転体のくぼみに入る事で7R以上濃厚[注釈 3]となる「直行ルート」があり、回転体には過去に平和が販売した羽根物『ブンブン丸』のキャラクターが描かれている。本作から大当たりのBGMとして『TOKIO』のカバーが採用されている。
賞球数 4&10 3or7or16R[注釈 2]・9C
- 『CRトキオスペシャル』(2018年4月) - 再びタワー役物のデザインが逆転し、前作『PREMIUM』に搭載されていた「直行ルート」「女神ルート」が廃止され、新たに上下可動体が追加。また、ラウンド中は下アタッカーで消化するようになった。
賞球数 3&4&7&10 3or7or16R[注釈 2]・8C
- 『Pトキオブラック』(2019年10月) - 『CR TOKIO SPECIAL』の一発台バージョン。
賞球数 2&3&5&6&14 10R[注釈 2]・9C（4回1セット
- 『P ニュートキオ』(2021年) - CR機の全面撤廃に伴い、P機として羽根モノタイプのトキオが導入された。P機の規定に伴い、R数は3/7/16から3/5/10に変更されているが、1cあたりの出玉数が10から14へと向上しているため、従来シリーズと比べると、ほぼ等しい出玉となる(3Rに関しては従来よりも多くなる)。なお、本機は「ハカマタイプ」「ヘソタイプ」の2種が存在する。「ヘソタイプ」は中央のヘソが1開放、左右のオトシが2開放となっているが、オトシには入りづらくなっている。加えて、ハカマタイプより羽根の開放時間が短い。ヘソには保留が1個のみ付いている。
賞球数 5&14(ヘソの場合は5ではなく4) 3or5or10R[注釈 4]・9C